# Lachamp-Raphaël
Lachamp-Raphaël är en kommun i departementet Ardèche i regionen Auvergne-Rhône-Alpes i sydöstra Frankrike. Kommunen ligger  i kantonen Antraigues-sur-Volane som ligger i arrondissementet Largentière. År 2022 hade Lachamp-Raphaël 66 invånare.

## Befolkningsutveckling
Antalet invånare i kommunen Lachamp-Raphaël
Referens: INSEE